# 波多黎各奥林匹克委员会
波多黎各奥林匹克委员会（英語：Puerto Rico Olympic Committee，IOC编码：PUR）是代表波多黎各的国家奥林匹克委员会。波多黎各奥林匹克委员会成立于1948年，并于同年获得国际奥林匹克委员会的认可。该组织也是泛美体育组织的成员。

## 外部连结
- 官方网站 （英文）